# Oriente (comarca)
Oriente is een comarca (Asturisch: cotarru) van de Spaanse provincie en autonome regio Asturië. De hoofdstad is Llanes, de oppervlakte 1922 km² en het heeft 53.203 inwoners (2003).

## Gemeenten
Amieva, Cabrales, Cangas de Onís, Caravia, Colunga, Llanes, Onís, Parres, Peñamellera Alta, Peñamellera Baja, Piloña, Ponga, Ribadesella, Ribadedeva.
Avilés · Caudal · Eo-Navia · Gijón · Nalón · Narcea · Oriente · Oviedo